# Antugnac
Antugnac ist eine französische Gemeinde mit 292 Einwohnern (Stand 1. Januar 2022) im Département Aude in der Region Okzitanien (früher: Languedoc-Roussillon). Sie gehört zum Arrondissement Limoux und zum Kanton La Haute-Vallée de l’Aude. 

## Lage
Nachbargemeinden sind Alet-les-Bains im Nordwesten, Roquetaillade-et-Conilhac mit Conilhac-de-la-Montagne im Norden, Montazels im Osten, Espéraza im Süden, Val-du-Faby mit Fa im Südwesten und La Serpent im Westen.

## Geschichte
Die Endung -ac (lateinisch: -acum) weist auf eine gallische Gründung hin. In römischer Zeit war die Region landwirtschaftlich genutzt. Seit 1004 ist der Ort Croux (provenzalisch für „Kreuz“) bezeugt, der mit seiner Nekropole auf dem Gebiet der heute knapp 1000 Hektar umfassenden Gemeinde liegt. Mehrfach wechselten die feudalen Herren des Ortes. Um 1615 entstand ein Schloss neben der befestigten Kirche; diese entwickelte sich zum neuen Siedlungskern. Erst seit der Französischen Revolution ist die Gemeinde selbstständig. Hier und im Nachbardorf Rennes-le-Château predigte Bérenger Saunière in den Jahren 1890/91.

## Bevölkerungsentwicklung
| Jahr      | 1901 | 1962 | 1968 | 1975 | 1982 | 1990 | 1999 | 2008 | 2017 |
| --------- | ---- | ---- | ---- | ---- | ---- | ---- | ---- | ---- | ---- |
| Einwohner | 321  | 284  | 238  | 223  | 219  | 256  | 266  | 324  | 268  |

## Sehenswürdigkeiten
- Kirche Saint-André, Monument historique seit 1982

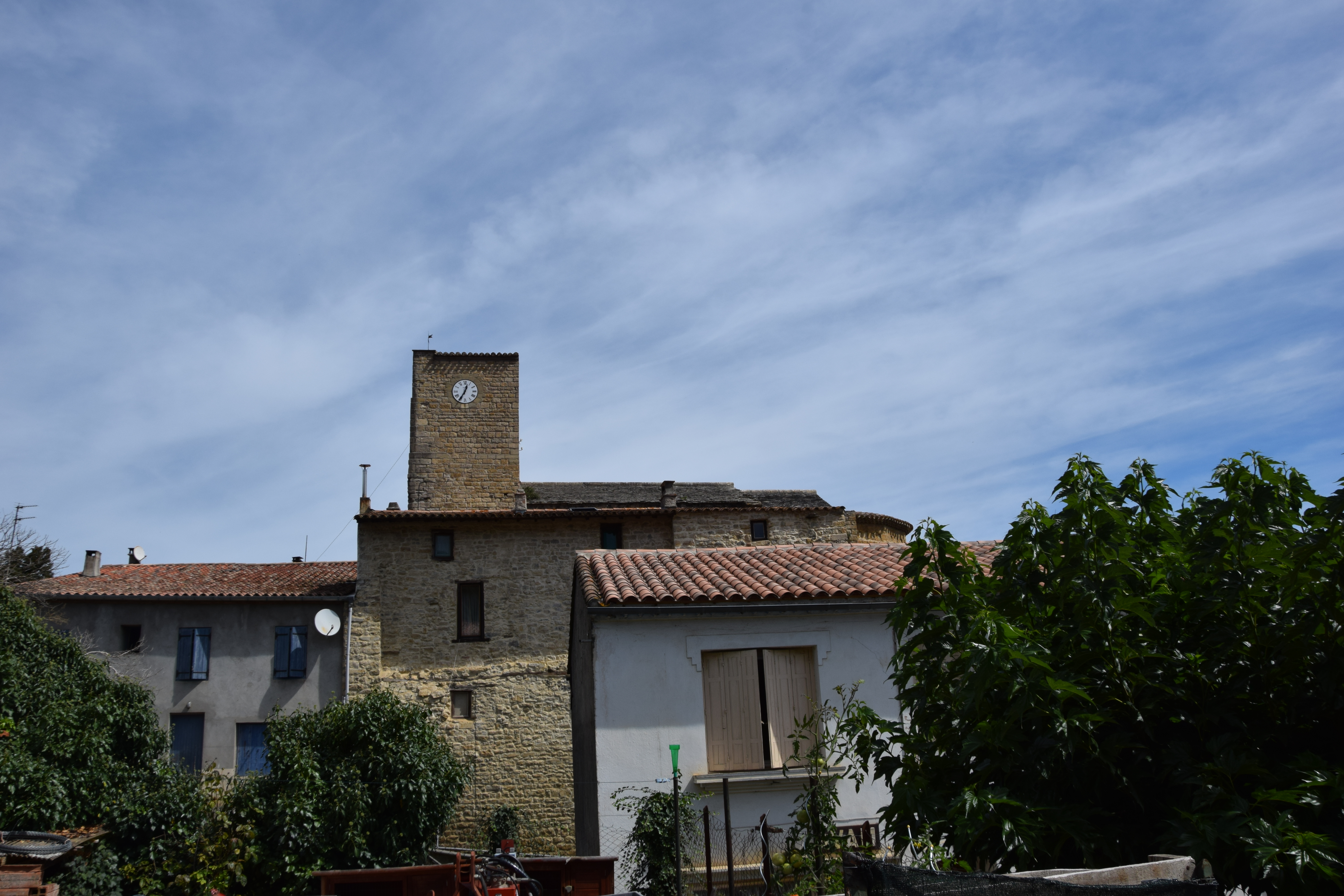
Kirche Saint-André

## Wirtschaft
In Antugnac werden Schaumweine der Sorten Blanquette de Limoux und Blanquette méthode ancestrale erzeugt.